# Episodi di Il commissario Köster (diciannovesima stagione)
La diciannovesima stagione della serie televisiva Il commissario Köster è stata trasmessa in prima visione negli Germania da ZDF dal 20 gennaio 1995.
| nº (ordine Prima TV DE) | nº Stagione x nº Episodio della stagione | Titolo originale        | Titolo italiano          | Prima TV Germania | Prima TV Italia |
| ----------------------- | ---------------------------------------- | ----------------------- | ------------------------ | ----------------- | --------------- |
| 201                     | 19x01                                    | Türkische Spezialitäten | Viaggio in Turchia       | 20 gennaio 1995   |                 |
| 202                     | 19x02                                    | Nichts geht mehr        | Un riscatto per Michelle | 10 febbraio 1995  |                 |
| 203                     | 19x03                                    | Das zweite Geständnis   | Due colpi nella schiena  | 21 aprile 1995    |                 |
| 204                     | 19x04                                    | Am hellichten Tage      | Centomila Marchi         | 26 maggio 1995    |                 |
| 205                     | 19x05                                    | Der Tod hat kein Lied   | L'ultimo abbraccio       | 16 giugno 1995    |                 |
| 206                     | 19x06                                    | Die Verlorenen          | I perdenti               | 21 luglio 1995    |                 |
| 207                     | 19x07                                    | Tote reden doch         | I morti parlano          | 4 agosto 1995     |                 |
| 208                     | 19x08                                    | Es war die Hölle        | L'inferno di Antonia     | 15 settembre 1995 |                 |
| 209                     | 19x09                                    | Nur der Tod zählt       | Delitto su commissione   | 3 novembre 1995   |                 |
| 210                     | 19x10                                    | Das Orakel              | Omicidio previsto        | 8 dicembre 1995   |                 |
| 211                     | 19x11                                    | Diesmal war es Mord     | Il segreto               | 29 dicembre 1995  |                 |